# Радовиш
Радовиш или Радовиште, је град у Северној Македонији, у источном делу државе, подно планине Плачковице. Радовиш је седиште истоимене општине.

## Географија
Град Радовиш је смештен у источном делу Северне Македоније. Од најближег већег града, Струмице град је удаљен 30 km северно, а од главног града Скопља 125 km југоисточно.
Рељеф: Радовиш се налази у историјској области Струмица. Насеље је положено у Струмичко-Радовишкој котлини, на приближно 380 m надморске висине. Северно од града издижу се планина Плачковица, а источно Малешевске планине, док се на југу диже планина Смрдеш.
Клима у Радовишу је блажи облик континенталне климе услед утицаја са Егејског мора (жарка лета).
Воде: Кроз Радовиш протиче Стара Река, која дели град на западни и источни део. 10 km јужно од града Стара река гради реку Струмицу.

## Историја
Иако је подручје града било насељено у време праисторије и активно за време антике први помен данашњег насеља везан је средњи век. У 11. веку град се први пут помиње као насеље Радовистон у оквиру Охридске архиепископије.
Цар Урош Нејаки даровао је 1366. године Радовиш са 14 околних села манастиру Хиландару. Радовиш је 1371. године држала српска великашка породица Дејановића.
Током османске владавине Радовиш добија одлике типичне турске касабе. Крајем 19. века Радовиште је седиште општине (казе) у оквиру Солунског санџака. Насеље је било етнички мешовито, са турском већином и словенском мањином.
У месту "Радовићу" радила је српска народна школа 1867. године, да би касније престала.
Првим балканским ратом 1912. године Радовиш је прикључен Бугарској, али је већ 1913. године, након Другог балканског рата, припојено Краљевини Србији. За време Првог светског рата, између 1915. и 1918. године, град су окупирали Бугари. Од 1918. године, град је у саставу Краљевине СХС. Градић је почео да добија изглед који је у основи задржао и данас.
За време Другог светског рата, од 1941. до 1944. године, Радовиш су поново окупирали Бугари. Од 1944. до 1991. године град је у саставу СФРЈ, а од 1991. године у саставу Северне Македоније.

## Становништво
Радовиш је према последњем попису из 2021. године имало 14.460 становника. Током османског раздобља, Радовиш је био етнички мешовито насеље. Крајем 19. века је бројао око 6.230 становника, 4.000 Турака, 2.030 Словена хришћана и 200 Рома.
| Национални састав према попису из 2021.‍ | Национални састав према попису из 2021.‍ | Национални састав према попису из 2021.‍ | Национални састав према попису из 2021.‍ | Национални састав према попису из 2021.‍ |
| --------------------------------------- | --------------------------------------- | --------------------------------------- | --------------------------------------- | --------------------------------------- |
|                                         |                                         |                                         |                                         |                                         |
| Македонци                               | Македонци                               |                                         | 10.668                                  | 73,9%                                   |
| Турци                                   | Турци                                   |                                         | 1.597                                   | 11%                                     |
| Роми                                    | Роми                                    |                                         | 239                                     | 1,6%                                    |
| непописани                              | непописани                              |                                         | 1.834                                   | 12,7%                                   |

Вероисповест: Већинска вероисповест месног становништва је православље, а мањинска ислам.

## Привреда
Радовиш је привредно средиште источног дела Северне Македоније. Насеље је познато по руднику Бучим, где се вади бакар, злато и сребро. У граду је присутна и „мала привреда“, а околина је познат пољопривредни крај.

## Галерија
- Градска пешачка улица
- Црква свете Тројице у Радовишу
- Главни градски булевар
- Градски културни центар
- Радовиш зими
- Поглед на Радовиште

## Познате личности
- Анастасије Струмички, православни светитељ